# Vaahteraliiga 2019
Die Vaahteraliiga 2019 war die 40. Saison der Vaahteraliiga, der höchsten Spielklasse des American Football in Finnland. Sie begann am 23. Mai und endete am 14. September 2019 mit dem Vaahteramalja XL (auch Maple Bowl XL), dem Finale um die finnische Meisterschaft. Die Vaahteraliiga wurde vom finnischen American-Football-Verband SAJL organisiert. Finnischer Meister wurde der Titelverteidiger Helsinki Roosters. Als bester Ligaspieler des Jahres wurde Roosters Quarterback Miro Kadmiry ausgezeichnet.

## Teilnehmer und Modus
Die folgenden sieben Vereine spielten in der regulären Saison jeweils zweimal gegeneinander, sodass jedes Team insgesamt sechs Heimspiele hatte. Anschließend kamen die besten vier Teams in die Play-offs, in denen das bestplatzierte gegen das viertplatzierte Team sowie der Zweite gegen den Dritten im Halbfinale antrat.
- Wasa Royals
- Seinäjoki Crocodiles
- Kuopio Steelers (Vizemeister 2018)
- Tampere Saints
- Helsinki Wolverines
- Helsinki Roosters (Meister 2018)
- Porvoon Butchers

## Regular Season

### Spielplan
| Spieltag 1 (23. – 25. Mai 2019) | Spieltag 1 (23. – 25. Mai 2019) | Spieltag 1 (23. – 25. Mai 2019) | Spieltag 1 (23. – 25. Mai 2019) | Spieltag 1 (23. – 25. Mai 2019) | Spieltag 1 (23. – 25. Mai 2019) |
| Datum                           | Heimteam                        | Erg.                            | Auswärtsteam                    | Zuschauer                       |                                 |
| ------------------------------- | ------------------------------- | ------------------------------- | ------------------------------- | ------------------------------- | ------------------------------- |
| 23. Mai 2019                    | Helsinki Roosters               | 41 : 57                         | Kuopio Steelers                 | 359                             |                                 |
| 24. Mai 2019                    | Wasa Royals                     | 33 : 12                         | Porvoon Butchers                |                                 |                                 |
| 25. Mai 2019                    | Seinäjoki Crocodiles            | 20 : 07                         | Tampere Saints                  | 494                             |                                 |

| Spieltag 2 (30. Mai – 2. Juni 2019) | Spieltag 2 (30. Mai – 2. Juni 2019) | Spieltag 2 (30. Mai – 2. Juni 2019) | Spieltag 2 (30. Mai – 2. Juni 2019) | Spieltag 2 (30. Mai – 2. Juni 2019) | Spieltag 2 (30. Mai – 2. Juni 2019) |
| Datum                               | Heimteam                            | Erg.                                | Auswärtsteam                        | Zuschauer                           |                                     |
| ----------------------------------- | ----------------------------------- | ----------------------------------- | ----------------------------------- | ----------------------------------- | ----------------------------------- |
| 30. Mai 2019                        | Porvoon Butchers                    | 27 : 20                             | Kuopio Steelers                     | 225                                 |                                     |
| 31. Mai 2019                        | Helsinki Wolverines                 | 47 : 29                             | Seinäjoki Crocodiles                | 375                                 |                                     |
| 2. Juni 2019                        | Helsinki Roosters                   | 28 : 07                             | Wasa Royals                         | 313                                 |                                     |

| Spieltag 3 (6. – 8. Juni 2019) | Spieltag 3 (6. – 8. Juni 2019) | Spieltag 3 (6. – 8. Juni 2019) | Spieltag 3 (6. – 8. Juni 2019) | Spieltag 3 (6. – 8. Juni 2019) | Spieltag 3 (6. – 8. Juni 2019) |
| Datum                          | Heimteam                       | Erg.                           | Auswärtsteam                   | Zuschauer                      |                                |
| ------------------------------ | ------------------------------ | ------------------------------ | ------------------------------ | ------------------------------ | ------------------------------ |
| 6. Juni 2019                   | Tampere Saints                 | 27 : 66                        | Helsinki Wolverines            | 454                            |                                |
| 7. Juni 2019                   | Kuopio Steelers                | 35 : 09                        | Wasa Royals                    | 542                            |                                |
| 8. Juni 2019                   | Porvoon Butchers               | 40 : 51                        | Seinäjoki Crocodiles           | 734                            |                                |

| Spieltag 4 (13. – 15. Juni 2019) | Spieltag 4 (13. – 15. Juni 2019) | Spieltag 4 (13. – 15. Juni 2019) | Spieltag 4 (13. – 15. Juni 2019) | Spieltag 4 (13. – 15. Juni 2019) | Spieltag 4 (13. – 15. Juni 2019) |
| Datum                            | Heimteam                         | Erg.                             | Auswärtsteam                     | Zuschauer                        |                                  |
| -------------------------------- | -------------------------------- | -------------------------------- | -------------------------------- | -------------------------------- | -------------------------------- |
| 13. Juni 2019                    | Helsinki Wolverines              | 27 : 13                          | Wasa Royals                      | 263                              |                                  |
| 14. Juni 2019                    | Seinäjoki Crocodiles             | 21 : 29                          | Helsinki Roosters                | 322                              |                                  |
| 15. Juni 2019                    | Kuopio Steelers                  | 34 : 0                           | Tampere Saints                   | 467                              |                                  |

| Spieltag 5 (27. – 29. Juni 2019) | Spieltag 5 (27. – 29. Juni 2019) | Spieltag 5 (27. – 29. Juni 2019) | Spieltag 5 (27. – 29. Juni 2019) | Spieltag 5 (27. – 29. Juni 2019) | Spieltag 5 (27. – 29. Juni 2019) |
| Datum                            | Heimteam                         | Erg.                             | Auswärtsteam                     | Zuschauer                        |                                  |
| -------------------------------- | -------------------------------- | -------------------------------- | -------------------------------- | -------------------------------- | -------------------------------- |
| 27. Juni 2019                    | Wasa Royals                      | 47 : 32                          | Tampere Saints                   | 668                              |                                  |
| 28. Juni 2019                    | Helsinki Roosters                | 53 : 20                          | Porvoon Butchers                 | 423                              |                                  |
| 29. Juni 2019                    | Helsinki Wolverines              | 54 : 21                          | Kuopio Steelers                  | 324                              |                                  |

| Spieltag 6 (4. – 6. Juli 2019) | Spieltag 6 (4. – 6. Juli 2019) | Spieltag 6 (4. – 6. Juli 2019) | Spieltag 6 (4. – 6. Juli 2019) | Spieltag 6 (4. – 6. Juli 2019) | Spieltag 6 (4. – 6. Juli 2019) |
| Datum                          | Heimteam                       | Erg.                           | Auswärtsteam                   | Zuschauer                      |                                |
| ------------------------------ | ------------------------------ | ------------------------------ | ------------------------------ | ------------------------------ | ------------------------------ |
| 4. Juli 2019                   | Helsinki Wolverines            | 13 : 42                        | Helsinki Roosters              | 472                            |                                |
| 5. Juli 2019                   | Wasa Royals                    | 27 : 34                        | Seinäjoki Crocodiles           | 870                            |                                |
| 6. Juli 2019                   | Tampere Saints                 | 14 : 27                        | Porvoon Butchers               | 415                            |                                |

| Spieltag 7 (11. – 13. Juli 2019) | Spieltag 7 (11. – 13. Juli 2019) | Spieltag 7 (11. – 13. Juli 2019) | Spieltag 7 (11. – 13. Juli 2019) | Spieltag 7 (11. – 13. Juli 2019) | Spieltag 7 (11. – 13. Juli 2019) |
| Datum                            | Heimteam                         | Erg.                             | Auswärtsteam                     | Zuschauer                        |                                  |
| -------------------------------- | -------------------------------- | -------------------------------- | -------------------------------- | -------------------------------- | -------------------------------- |
| 11. Juli 2019                    | Kuopio Steelers                  | 40 : 21                          | Helsinki Wolverines              | 445                              |                                  |
| 12. Juli 2019                    | Tampere Saints                   | 06 : 0                           | Wasa Royals                      | 268                              |                                  |
| 13. Juli 2019                    | Porvoon Butchers                 | 34 : 66                          | Helsinki Roosters                | 305                              |                                  |

| Spieltag 8 (18. – 20. Juli 2019) | Spieltag 8 (18. – 20. Juli 2019) | Spieltag 8 (18. – 20. Juli 2019) | Spieltag 8 (18. – 20. Juli 2019) | Spieltag 8 (18. – 20. Juli 2019) | Spieltag 8 (18. – 20. Juli 2019) |
| Datum                            | Heimteam                         | Erg.                             | Auswärtsteam                     | Zuschauer                        |                                  |
| -------------------------------- | -------------------------------- | -------------------------------- | -------------------------------- | -------------------------------- | -------------------------------- |
| 18. Juli 2019                    | Helsinki Roosters                | 58 : 14                          | Tampere Saints                   | 288                              |                                  |
| 19. Juli 2019                    | Seinäjoki Crocodiles             | 28 : 33                          | Kuopio Steelers                  | 689                              |                                  |
| 20. Juli 2019                    | Porvoon Butchers                 | 34 : 31                          | Helsinki Wolverines              | 301                              |                                  |

| Spieltag 9 (25. – 27. Juli 2019) | Spieltag 9 (25. – 27. Juli 2019) | Spieltag 9 (25. – 27. Juli 2019) | Spieltag 9 (25. – 27. Juli 2019) | Spieltag 9 (25. – 27. Juli 2019) | Spieltag 9 (25. – 27. Juli 2019) |
| Datum                            | Heimteam                         | Erg.                             | Auswärtsteam                     | Zuschauer                        |                                  |
| -------------------------------- | -------------------------------- | -------------------------------- | -------------------------------- | -------------------------------- | -------------------------------- |
| 25. Juli 2019                    | Wasa Royals                      | 34 : 58                          | Helsinki Wolverines              | 317                              |                                  |
| 26. Juli 2019                    | Helsinki Roosters                | 61 : 36                          | Seinäjoki Crocodiles             | 402                              |                                  |
| 27. Juli 2019                    | Tampere Saints                   | 47 : 61                          | Kuopio Steelers                  | 254                              |                                  |

| Spieltag 10 (1. – 3. August 2019) | Spieltag 10 (1. – 3. August 2019) | Spieltag 10 (1. – 3. August 2019) | Spieltag 10 (1. – 3. August 2019) | Spieltag 10 (1. – 3. August 2019) | Spieltag 10 (1. – 3. August 2019) |
| Datum                             | Heimteam                          | Erg.                              | Auswärtsteam                      | Zuschauer                         |                                   |
| --------------------------------- | --------------------------------- | --------------------------------- | --------------------------------- | --------------------------------- | --------------------------------- |
| 1. August 2019                    | Kuopio Steelers                   | 85 : 55                           | Seinäjoki Crocodiles              | 452                               |                                   |
| 2. August 2019                    | Tampere Saints                    | 33 : 50                           | Helsinki Roosters                 | 283                               |                                   |
| 3. August 2019                    | Helsinki Wolverines               | 62 : 16                           | Porvoon Butchers                  | 319                               |                                   |

| Spieltag 11 (8. – 10. August 2019) | Spieltag 11 (8. – 10. August 2019) | Spieltag 11 (8. – 10. August 2019) | Spieltag 11 (8. – 10. August 2019) | Spieltag 11 (8. – 10. August 2019) | Spieltag 11 (8. – 10. August 2019) |
| Datum                              | Heimteam                           | Erg.                               | Auswärtsteam                       | Zuschauer                          |                                    |
| ---------------------------------- | ---------------------------------- | ---------------------------------- | ---------------------------------- | ---------------------------------- | ---------------------------------- |
| 8. August 2019                     | Seinäjoki Crocodiles               | 30 : 29                            | Porvoon Butchers                   | 369                                |                                    |
| 9. August 2019                     | Helsinki Wolverines                | 48 : 14                            | Tampere Saints                     | 159                                |                                    |
| 10. August 2019                    | Wasa Royals                        | 52 : 41                            | Kuopio Steelers                    | 489                                |                                    |

| Spieltag 12 (15. – 17. August 2019) | Spieltag 12 (15. – 17. August 2019) | Spieltag 12 (15. – 17. August 2019) | Spieltag 12 (15. – 17. August 2019) | Spieltag 12 (15. – 17. August 2019) | Spieltag 12 (15. – 17. August 2019) |
| Datum                               | Heimteam                            | Erg.                                | Auswärtsteam                        | Zuschauer                           |                                     |
| ----------------------------------- | ----------------------------------- | ----------------------------------- | ----------------------------------- | ----------------------------------- | ----------------------------------- |
| 15. August 2019                     | Helsinki Roosters                   | 42 : 14                             | Helsinki Wolverines                 | 486                                 |                                     |
| 16. August 2019                     | Porvoon Butchers                    | 35 : 14                             | Tampere Saints                      | 226                                 |                                     |
| 17. August 2019                     | Seinäjoki Crocodiles                | 63 : 54                             | Wasa Royals                         | 565                                 |                                     |

| Spieltag 13 (22. – 24. August 2019) | Spieltag 13 (22. – 24. August 2019) | Spieltag 13 (22. – 24. August 2019) | Spieltag 13 (22. – 24. August 2019) | Spieltag 13 (22. – 24. August 2019) | Spieltag 13 (22. – 24. August 2019) |
| Datum                               | Heimteam                            | Erg.                                | Auswärtsteam                        | Zuschauer                           |                                     |
| ----------------------------------- | ----------------------------------- | ----------------------------------- | ----------------------------------- | ----------------------------------- | ----------------------------------- |
| 22. August 2019                     | Wasa Royals                         | 41 : 49                             | Helsinki Roosters                   | 328                                 |                                     |
| 23. August 2019                     | Kuopio Steelers                     | 42 : 21                             | Porvoon Butchers                    | 425                                 |                                     |
| 24. August 2019                     | Seinäjoki Crocodiles                | 41 : 13                             | Helsinki Wolverines                 | 302                                 |                                     |

| Spieltag 14 (29. – 31. August 2019) | Spieltag 14 (29. – 31. August 2019) | Spieltag 14 (29. – 31. August 2019) | Spieltag 14 (29. – 31. August 2019) | Spieltag 14 (29. – 31. August 2019) | Spieltag 14 (29. – 31. August 2019) |
| Datum                               | Heimteam                            | Erg.                                | Auswärtsteam                        | Zuschauer                           |                                     |
| ----------------------------------- | ----------------------------------- | ----------------------------------- | ----------------------------------- | ----------------------------------- | ----------------------------------- |
| 29. August 2019                     | Porvoon Butchers                    | 39 : 62                             | Wasa Royals                         | 250                                 |                                     |
| 30. August 2019                     | Kuopio Steelers                     | 20 : 14                             | Helsinki Roosters                   | 395                                 |                                     |
| 31. August 2019                     | Tampere Saints                      | 28 : 21                             | Seinäjoki Crocodiles                | 226                                 |                                     |

### Tabelle
| Pl. | Team                 | Sp. | S  | U | N  | TD      | Diff. | Punkte | SQ    |
| --- | -------------------- | --- | -- | - | -- | ------- | ----- | ------ | ----- |
| 1   | Helsinki Roosters    | 12  | 10 | 0 | 2  | 533:310 | +223  | 20:4   | 0,833 |
| 2   | Kuopio Steelers      | 12  | 9  | 0 | 3  | 489:369 | +120  | 18:6   | 0,750 |
| 3   | Helsinki Wolverines  | 12  | 7  | 0 | 5  | 454:353 | +101  | 14:10  | 0,583 |
| 4   | Seinäjoki Crocodiles | 12  | 6  | 0 | 6  | 429:453 | 0−24  | 12:12  | 0,500 |
| 5   | Wasa Royals          | 12  | 4  | 0 | 8  | 379:424 | 0−45  | 8:16   | 0,333 |
| 6   | Porvoo Butchers      | 12  | 4  | 0 | 8  | 334:478 | −144  | 8:16   | 0,333 |
| 7   | Tampere Saints       | 12  | 2  | 0 | 10 | 236:467 | −231  | 4:20   | 0,167 |

 Qualifikation für die Play-offs
 Abstieg

### Individuelle Statistiken
| Kategorie            | Athlet            | Position | Team                 | Spiele | Statistik |
| -------------------- | ----------------- | -------- | -------------------- | ------ | --------- |
| Passing              |                   |          |                      |        |           |
| Yards                | Robert Johnson    | QB       | Helsinki Wolverines  | 12     | 3.527     |
| Touchdowns           | Miro Kadmiry      | QB       | Helsinki Roosters    | 12     | 51        |
| Komplettierungen     | Hans Fortune      | QB       | Porvoon Butchers     | 12     | 246       |
| Komplettierungsquote | Robert Johnson    | QB       | Helsinki Wolverines  | 12     | 66,4      |
| Rushing              |                   |          |                      |        |           |
| Yards                | Christian Powell  | RB       | Seinäjoki Crocodiles | 12     | 1.602     |
| Touchdowns           | Gerard Johnson    | RB       | Kuopio Steelers      | 12     | 27        |
| Yards pro Versuch    | Adam Connette     | WR       | Helsinki Roosters    | 12     | 8,0       |
| Receiving            |                   |          |                      |        |           |
| Yards                | Stéphane Fortes   | WR       | Seinäjoki Crocodiles | 12     | 1.103     |
| Touchdowns           | Nnamdi Agude      | WR       | Helsinki Roosters    | 11     | 23        |
| Receptions           | RJ Long           | WR       | Helsinki Wolverines  | 12     | 79        |
| Receptions           | Mikko Seppänen    | WR       | Porvoo Butchers      | 12     | 79        |
| Yards pro Versuch    | Alpha Jalloh      | WR       | Wasa Royals          | 6      | 25,8      |
| Kicking              |                   |          |                      |        |           |
| Field Goals          | Spencer Cutlan    | K        | Seinäjoki Crocodiles | 11     | 5         |
| Extrapunkte          | Tomi Jokinen      | K        | Helsinki Wolverines  | 12     | 50        |
| XP-Trefferquote      | Spencer Cutlan    | K        | Seinäjoki Crocodiles | 11     | 93,9      |
| Defensive            |                   |          |                      |        |           |
| Sacks                | Donavan Hayden    | LB       | Kuopio Steelers      | 12     | 9,0       |
| Tackles              | Donavan Hayden    | LB       | Kuopio Steelers      | 12     | 156       |
| Interceptions        | / Thomas Kaczocha | DB       | Kuopio Steelers      | 12     | 7         |
| Quelle: sajl.org     |                   |          |                      |        |           |

## Play-offs
|  | Halbfinale | Halbfinale           | Halbfinale |  |  | Maple Bowl XL | Maple Bowl XL     | Maple Bowl XL |
|  |            |                      |            |  |  |               |                   |               |
|  |            |                      |            |  |  |               |                   |               |
|  | 1          | Helsinki Roosters    | 35         |  |  |               |                   |               |
|  | 4          | Seinäjoki Crocodiles | 21         |  |  |               |                   |               |
|  |            |                      |            |  |  | 1             | Helsinki Roosters | 50            |
|  |            |                      |            |  |  | 2             | Kuopio Steelers   | 6             |
|  | 2          | Kuopio Steelers      | 21         |  |  |               |                   |               |
|  | 3          | Helsinki Wolverines  | 17         |  |  |               |                   |               |
|  |            |                      |            |  |  |               |                   |               |

### Halbfinale
|                       |                                    |  |                 |                           |                     |  |                                               |
|                       | Kuopio 6. September 2019 18:30 Uhr |  | Kuopio Steelers | \| \| 24 : 14 \| \| \| \| | Helsinki Wolverines |  | Väinölänniemi Zuschauer: 825 Referee: J. Sipi |
| (0:0, 14:7, 3:0, 7:7) | Kuopio 6. September 2019 18:30 Uhr |  | Kuopio Steelers |                           | Helsinki Wolverines |  | Väinölänniemi Zuschauer: 825 Referee: J. Sipi |
|                       | 24 : 14                            |  |                 |                           |                     |  |                                               |
|                       |                                    |  |                 |                           |                     |  |                                               |

|                       |                                      |  |                   |                           |                      |  |                                                           |
|                       | Helsinki 7. September 2019 16:30 Uhr |  | Helsinki Roosters | \| \| 35 : 21 \| \| \| \| | Seinäjoki Crocodiles |  | Helsingin Velodromi Zuschauer: 403 Referee: M. Mäkäräinen |
| (22:7, 6:0, 7:7, 0:7) | Helsinki 7. September 2019 16:30 Uhr |  | Helsinki Roosters |                           | Seinäjoki Crocodiles |  | Helsingin Velodromi Zuschauer: 403 Referee: M. Mäkäräinen |
|                       | 35 : 21                              |  |                   |                           |                      |  |                                                           |
|                       |                                      |  |                   |                           |                      |  |                                                           |

### Vaahteramalja XL
Der Maple Bowl wurde erstmals in Tampere ausgetragen. Als wertvollster Spieler des Finals wurde Roosters Quarterback Miro Kadmiry ausgezeichnet.
|                                      |                                      |  |                   |                          |                 |  |                                                  |
|                                      | Tampere 14. September 2019 16:00 Uhr |  | Helsinki Roosters | \| \| 50 : 6 \| \| \| \| | Kuopio Steelers |  | Ratina-Stadion Zuschauer: 3.142 Referee: J. Sipi |
| (16:6, 14:0, 20:0, 0:0) Spielbericht | Tampere 14. September 2019 16:00 Uhr |  | Helsinki Roosters |                          | Kuopio Steelers |  | Ratina-Stadion Zuschauer: 3.142 Referee: J. Sipi |
|                                      | 50 : 6                               |  |                   |                          |                 |  |                                                  |
|                                      |                                      |  |                   |                          |                 |  |                                                  |

## Auszeichnungen

### All Stars 2019
| Position               | Athlet            | Team                 |    | Position        | Athlet               | Team              |
| ---------------------- | ----------------- | -------------------- | -- | --------------- | -------------------- | ----------------- |
| Offense                |                   |                      |    |                 |                      |                   |
| QB                     | Miro Kadmiry      | Helsinki Roosters    |    | OL              | Aleksandar Milanovic | Helsinki Roosters |
| RB                     | Christian Powell  | Seinäjoki Crocodiles | OL | Richard Laine   | Helsinki Roosters    |                   |
| WR                     | RJ Long           | Helsinki Wolverines  | OL | Arttu Tennberg  | Porvoo Butchers      |                   |
| WR                     | Mikko Seppänen    | Porvoo Butchers      | OL | Jari Mononen    | Porvoo Butchers      |                   |
| WR                     | Adam Connette     | Helsinki Roosters    | OL | Jere Lahti      | Helsinki Roosters    |                   |
| WR                     | Nnamdi Agude      | Helsinki Roosters    |    |                 |                      |                   |
| Defense                |                   |                      |    |                 |                      |                   |
| DL                     | OJ Thompson       | Seinäjoki Crocodiles |    | LB              | Kenneth Bradley      | Porvoo Butchers   |
| DL                     | Vincent Buffet    | Seinäjoki Crocodiles | DB | Tommy Kaczocha  | Kuopio Steelers      |                   |
| DL                     | Janne Kreus       | Tampere Saints       | DB | Amir Kilani     | Seinäjoki Crocodiles |                   |
| DL                     | Edward Vesterinen | Helsinki Roosters    | DB | Dejvion Steward | Seinäjoki Crocodiles |                   |
| LB                     | Donovan Hayden    | Kuopio Steelers      | DB | Niko Roiko      | Porvoo Butchers      |                   |
| LB                     | Mattias Eriksson  | Kuopio Steelers      |    |                 |                      |                   |
| Special Teams          |                   |                      |    |                 |                      |                   |
| P                      | Aleksi Pulkkinen  | Helsinki Wolverines  |    | KR              | Alpha Jalloh         | Wasa Royals       |
| K                      | Spencer Cutlan    | Seinäjoki Crocodiles | KR | CJ Okpalobi     | Tampere Saints       |                   |
| Quelle: jenkkifutis.fi |                   |                      |    |                 |                      |                   |

### Awards

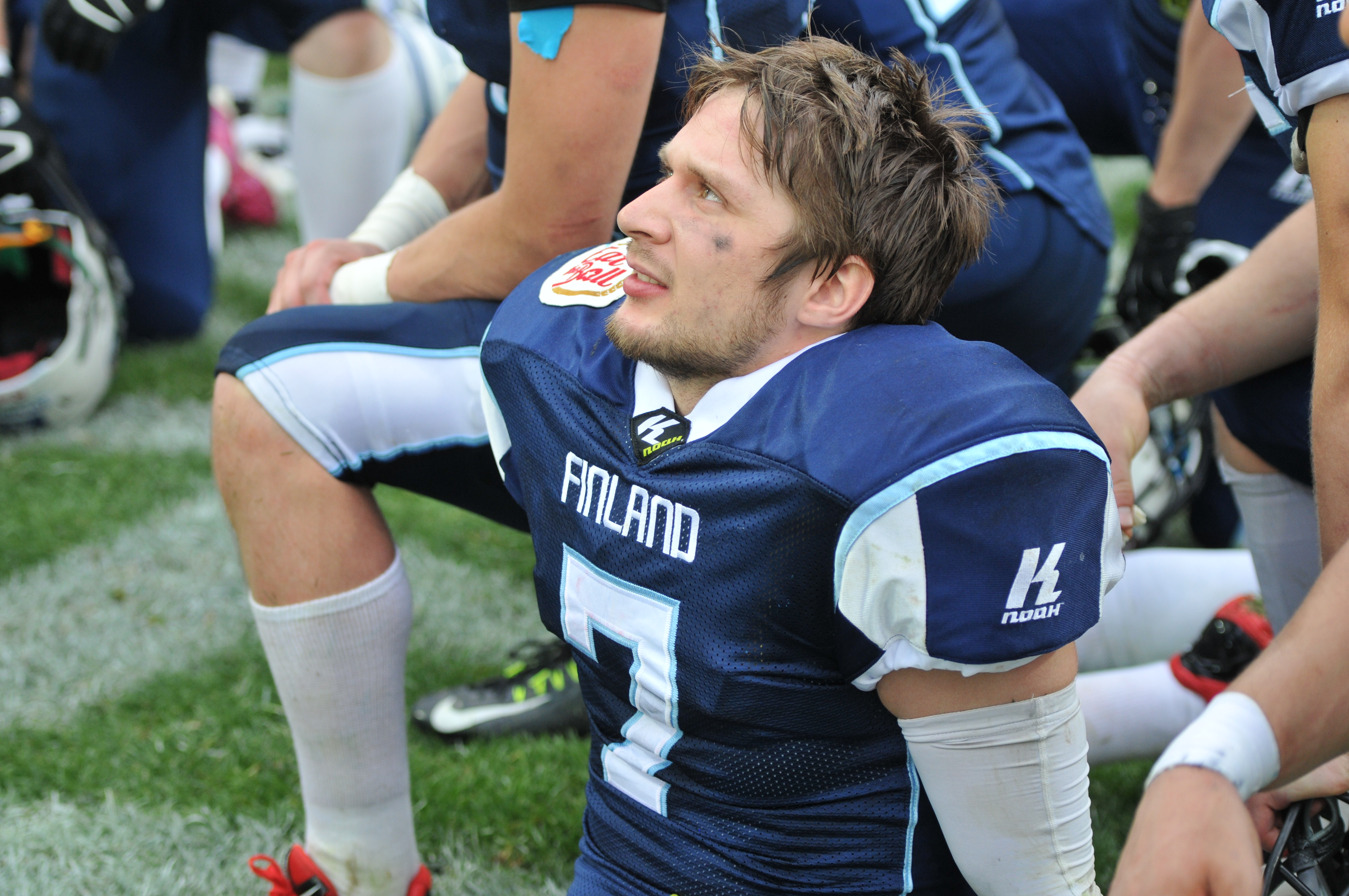
Miro Kadmiry (2014)

- Liga-MVP (Vuoden liigapelaaja): Miro Kadmiry, QB, Helsinki Rooters
- Offensiv-Spieler des Jahres (Vuoden Hyökkääjä): Dayton Winn, RB, Porvoo Butchers
- Defensiv-Spieler des Jahres (Matti Lindholm Trophy): Donovan Hayden, LB, Kuopio Steelers
- Bester Newcomer: Aleksi Pulkkinen, P / K , Helsinki Wolverines
- Bester Line-Spieler: Edward Vesterinen, DL / OL, Helsinki Rooters
- Ari Tuuli Trophy: Mikko Seppänen, WR, Porvoo Butchers